# عملية رمضان
كانت عملية رمضان هجوما في الحرب العراقية الإيرانية الذي يتألف من ثلاث هجمات منفصلة استمرت 6 أسابيع. وقد أطلقته إيران في 13 يوليو 1982 بالقرب من البصرة وشهدت استخدام هجمات الموجات البشرية في واحدة من أكبر المعارك البرية منذ الحرب العالمية الثانية. وكانت المواجهة جزءا من الجمود العام.

## مقدمة
بحلول منتصف عام 1982، طٌرد العراق في معظمه من الأراضي الإيرانية، بعد أن فقد جميع المكاسب تقريبا التي حققها خلال الغزو في عام 1980. استخدم صدام حسين الغزو الإسرائيلي للبنان كذريعة للسعي إلى إنهاء الحرب وإرسال الفلسطينيين مساعدة. رفض الخميني عروض السلام من بغداد وبدأ يستعد للتوسع في العراق.
في البداية، رفض البعض في طهران فكرة الغزو، مدعين أن القيام بذلك من شأنه أن يقوض الموقف الأخلاقي لإيران ويضعف التعاطف الذي اكتسبته من الدول الإسلامية من غزو صدام. هؤلاء الأشخاص يدعمهم ضباط عسكريون إيرانيون. غير ان هذه الاصوات اوقفتها الاصوات المؤيدة للحرب في طهران التي ادعت ان بغداد يمكن ان تهزم باستخدام المقاتلين المتحمسين واستحضار مشاعر مناهضة للحكومة بين الشيعة العراقيين. في ذلك الوقت، شهد الشعب الإيراني نشوة النصر. وهكذا، شملت خطط الغزو إسكات المدفعية العراقية التي كانت تقصف المدن الحدودية المدنية، وتدمير الفيلق العراقي الثالث، والاستيلاء على البصرة (ثالث أكبر مدينة في العراق). كانت أهداف إيران النهائية مغلفة في الامتناع الثوري الشعبي «الطريق إلى القدس يمر عبر كربلاء». ويعتبر العراق الآن نقطة انطلاق لتصدير الثورة الإيرانية في جميع أنحاء المنطقة. ونظرا إلى أن اليوم الأول من العملية تزامن مع شهر رمضان المبارك، فقد أعطيت الاسم المناسب.

## الاستعدادات
لقد عانى العراق من خسائر فادحة. ولم يتبق سوى ثلث القوات الجوية العراقية على حالها، ولكن بقية القوات البرية العراقية ظلت في حالة تأهب لأن إيران حشدت بعض قواتها شرق البصرة وعبر الحدود مباشرة. في السنوات التي سبقت ذلك، اتخذ صدام حسين تدابير لمنع الغزو الإيراني، وتمركز عدد كبير من القوات على طول الحدود. وعلى الرغم من المعاناة من هزيمة شديدة بسبب هزائمها الأخيرة، فإن جيوش العراق تتمتع بإمدادات وتدريب ومعلومات أفضل من نظيراتها الإيرانية. كما قام العراقيون ببناء خطة تفصيلية لأعمال الحفر والخنادق، تليها حقول الألغام بمدافع رشاشة، ومواقع مدفعية، وخزانات حفر.
وكان الهدف الرئيسي الإيراني هو تدمير الفيلق العراقي الثالث الذي كان مسؤولا عن المنطقة شمال البصرة. وبما أن الدبابات ستواجه في ساحة المعركة، فإن الإيرانيين استخدموا فرق آر بي جي، الذين حملوا ثلاث قنابل يدوية، وتم تأديبهم في الحرب المضادة للدبابات.
وقد أراد ضباط الجيش الإيراني شن هجوم شامل على بغداد والاستيلاء عليها قبل أن يستمر النقص في الأسلحة في الظهور. وبدلا من ذلك، اتخذ قرار الاستيلاء على منطقة واحدة من العراق تلو الأخرى على أمل أن تؤدي سلسلة من الضربات التي يسلمها فيلق الحرس الثوري في المقام الأول إلى اضطرابات داخل المجتمع الشيعي العراقي. وقد وصف المؤرخون في وقت لاحق هذا بأنه الأول في سلسلة من الأخطاء التي من شأنها أن تجلب إيران إلى حافة الهزيمة.
كان الإيرانيون يخططون لهجومهم في جنوب العراق، بالقرب من البصرة، ثاني أهم مدينة في العراق. وتسمى عملية رمضان، وشارك فيها أكثر من 180,000 جندي من كلا الجانبين، وكانت واحدة من أكبر المعارك البرية منذ الحرب العالمية الثانية. وكان معظم الجيش الإيراني موجود بالفعل في المنطقة، وكان القائد الأعلى أكبر رفسنجاني، ومعه معظم القادة في طهران، يتوقع من الأغلبية الشيعية المضطهدة في العراق أن تتمرد ضد حكم صدام؛ وهذا سيساعد إيران على احتلال جنوب العراق، ثم كردستان (بمساعدة الثوار الأكراد)، وتطبق على وسط العراق أخيرا (بما في ذلك بغداد) من ثلاثة جوانب، مما سيتسبب في انهيار حكومة صدام. وعلى الرغم من أن المقاتلين الأكراد ساعدوا في شمال العراق، إلا أن التمرد الشيعي لم يتحقق في جنوب العراق. كما فرضت الاستراتيجية الإيرانية أنها شنت هجومها الأساسي على أضعف نقطة في الخطوط العراقية؛ ومع ذلك، تم إبلاغ العراقيين بخطط المعركة الإيرانية ونقلوا جميع قواتهم إلى المنطقة التي خطط الإيرانيون للهجوم عليها. كما تم تزويد العراقيين بالغاز المسيل للدموع لاستخدامه ضد العدو الذي سيكون أول استخدام للحرب الكيميائية خلال النزاع.

## المعركة
سبق المعركة يومين من تبادل المدفعية الثقيلة على طول الخطوط الأمامية. ثم، في 13 يوليو، تم بث الشفرة التالية على ترددات الراديو على طول الخطوط الإيرانية.
أكثر من 100 ألف من قوات الحرس الثوري وباسيج المتطوعين هاجموا الخطوط العراقية. وقد رسخت القوات العراقية نفسها في دفاعات هائلة، وأنشأت شبكة من المخابئ، ومواقع المدفعية، وصفوف من الدبابات في وضعية الإخفاء. وقد ارتفعت الروح المعنوية العراقية، حيث كانوا يقاتلون للدفاع عن أمتهم. وقد زاد صدام أيضا أكثر من الضعف من حجم الجيش العراقي، من 200,000 جندي (12 فرقة و3 ألوية مستقلة) إلى 500,000 (23 فرقة وتسعة ألوية).
ومن بين التشكيلات الإيرانية المنتظمة التي كانت تهاجم الفرق المدرعة 16 (M60A1 MBTs)، و88 (M47 و M48 MBTs)، و92 (Chieftain MK5 MBTs)، جنبا إلى جنب مع فرق المشاة 21 و77. كما استخدم الحرس الثوري الإيراني دبابات T-55 التي استولوا عليها في معارك سابقة. تم إرسال جنود الباسيج الأطفال إلى حقول الألغام العراقية لتطهيرها والسماح للحرس الثوري بالمضي قدما. كما شن الباسيج هجمات بالموجات البشرية على مواقع عراقية، مستوحاة قبل معركة بحكايات عاشوراء، معركة كربلاء، ومجد الاستشهاد. في بعض الأحيان يكون الممثل (عادة جنديا أقدم) يلعب دور الإمام حسين، وعلى حصان أبيض، يسير على طول الخطوط، ويوفر للجنود عديمي الخبرة رؤية «البطل الذي سيقودهم إلى معركتهم المصيرية قبل أن يلتقوا ربهم». وكان «الشهداء» قد وقعوا «جوازات سفر إلى الجنة» (حسب النموذج الملقب للقبول في الباسيج)، وتلقوا أسبوعا من التدريب العسكري الأساسي من قبل الحرس الثوري، وتم إرسالهم مباشرة إلى الخطوط الأمامية. في كثير من الأحيان لم يكن هناك أي دعم من قبل فروع عسكرية أخرى بسبب التنافس مع فلول الجيش الإمبراطوري الإيراني السابق، واجهت هجمات الموجات البشرية المدفعية الساحقة والصواريخ ونيران الدبابات من الدفاع العراقي الذي تسبب في خسائر جسيمة في الجانب الإيراني.
وبحلول 16 يوليو، كان الإيرانيون قد كسبوا في هجومهم الأول 16 كيلومترا (9.9 ميل) داخل العراق، وادعوا أنهم استولوا على 288 كيلومترا مربعا (180 ميلا مربعا) من الأراضي العراقية وإن كان قد وقع الكثير من الإصابات في صفوفهم. وقد توغلت القوات الإيرانية إلى نهر كتيبة، وهو رافد لنهر شط العرب، لكنها فشلت في عبوره. لكن القوات الإيرانية توقفت بعد أن أوقف العراقيون الهجوم الإيراني الرئيسي وشنوا هجوما مضادا دفعهم إلى العودة إلى مسافة 4 كيلومترات من الحدود.
استخدم العراقيون طائرات الهليكوبتر من طراز مي-25، جنبا إلى جنب مع مروحيات غازيل المسلحين بصواريخ هوت ضد أعمدة من المشاة والدبابات الميكانيكية الإيرانية. وقد أثبتت هذه الفرق «المروحية القاتلة» من طائرات الهليكوبتر، التي شكلت بمساعدة مستشارين من ألمانيا الشرقية، أنها مكلفة جدا بالنسبة للإيرانيين. وقعت معارك جوية بين طائرات ميج العراقية وفانتوم الإيرانية. وخلال هذه المعركة، استخدم العراقيون أيضا أول استخدام كبير للأسلحة الكيميائية، وساهمت في نجاحاتهم في ساحة المعركة. خلال هذه الحالة، استخدم العراقيون كميات كبيرة من الغاز المسيل للدموع غير المميت لعرقلة الهجوم، ورمي الفرقة الإيرانية المهاجمة بأكملها إلى حالة من الفوضى.
في 21 يوليو، حاول الإيرانيون مرة أخرى مع دفعة ثانية وتمكنوا من اختراق خطوط الدفاع العراقية مرة أخرى. ومع ذلك، على بعد 13 كيلومترا فقط (8.1 ميل) من البصرة، كانت القوات الإيرانية سيئة التجهيز محاطة على ثلاثة جوانب من قبل العراقيين بأسلحة ثقيلة. وتم القبض على بعضهم، بينما قتل العديد منهم. وقد دفع الهجوم العراقي مرة أخرى الإيرانيين إلى نقطة الانطلاق التي تباطأ فيها القتال إلى طريق مسدود. فقط هجوم في الدقيقة الأخيرة من قبل مروحيات كوبرا الإيرانية منع العراقيين من هزيمة الإيرانيين تماما. ووقعت ثلاث هجمات إيرانية مماثلة أخرى حول منطقة طريق خورامشار - بغداد قرب نهاية الشهر، ولكن لم تنجح أي منها بشكل كبير.
وجاء التوجه الإيراني النهائي في 1 أغسطس، عندما هاجم الإيرانيون، في محاولة أخيرة، خطوط الدفاع العراقية على الحدود، وأخذوا قطعة أرض قبل أن يخف القتال في 3 أغسطس.
وكان العراق قد ركز ثلاث فرق مدرعة، 3 و9 و10، كقوة هجوم مضاد لمهاجمة أي اختراقات. وقد نجحوا في هزيمة الاختراقات الإيرانية، ولكنهم عانوا من خسائر فادحة. وكان لا بد من حل الفرقة المدرعة التاسعة على وجه الخصوص، ولم يتم إصلاحها قط.

## أعقاب
كانت العملية هي الأولى من العديد من الهجمات الإيرانية المأساوية التي كلفت آلاف الأرواح على كلا الجانبين. وقد عانى الإيرانيون على وجه الخصوص من إصابات مروعة مقابل مكاسب إقليمية محدودة للغاية. ووفقا للباحث روب جونسون، «كانت عملية رمضان، بكل المقاييس، فشلا إجراميا للقيادة والاستراتيجية». وقد عززت هذه العملية بشكل عام الحد الأقصى للضحايا الذي وصل إلى 80,000 قتيل، و 200,000 جريح، و 45,000 أسير. في وقت لاحق، كان الإيرانيون يفتقرون إلى القيادة والسيطرة الفعالة والدعم الجوي واللوجستيات للحفاظ على هجوم في المقام الأول. وقدم صدام حسين عدة محاولات لوقف إطلاق النار في السنوات التالية، ولم يقبل الخميني أيا منها.

### ببليوغرافيا
- The Persian Puzzle by Kenneth Pollack, Random House, 2004
- In The Rose Garden Of The Martyrs: A Memoir Of Iran, by Christopher de Bellaigue, HarperCollins, 2005
- Essential Histories: Iran-Iraq War 1980–1988, by Efraim Karsh, Osprey Publishing
- A Quest For Vengeance, by William E. Smith, TIME Magazine, July 26, 1982
- The Longest War, by Dilip Hiro, Routlage Chapman & Hall, 1991.
- Iran at War: 1500–1988 by Kaveh Farrokh, General Military, 2011

## وصلات خارجية
- The Official Site of Holy Defiance نسخة محفوظة 8 أغسطس 2009 على موقع واي باك مشين.
- Iran-Iraq War on Iran Chamber Society (www.iranchamber.com)